# کرم‌ماهی لاغر
کرم‌ماهی لاغر (نام علمی: Asarcenchelys longimanus) نام یک گونه از تیره کرم‌ماهیان است.